# رود کاسکوکویم
رود کاسکوکویم رودی در کشور ایالات متحده آمریکا است.
این رود که در ایالت آلاسکا جریان دارد پس از طی ۱٬۱۳۰ کیلومتر به دریای برینگ می‌ریزد.